# Artemisia arborescens
Espèce
Artemisia arborescens, l'armoise arborescente, est une espèce de plantes à fleurs de la famille des Asteraceae. C'est un petit arbuste persistant, de forme érigée, originaire d'Afrique du Nord. C'est une armoise analogue à l'absinthe.

## Caractéristique

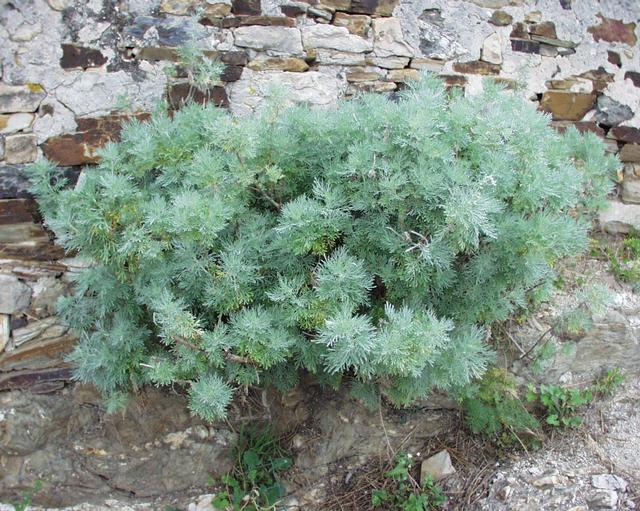
Artemisia arborescens, feuillage.

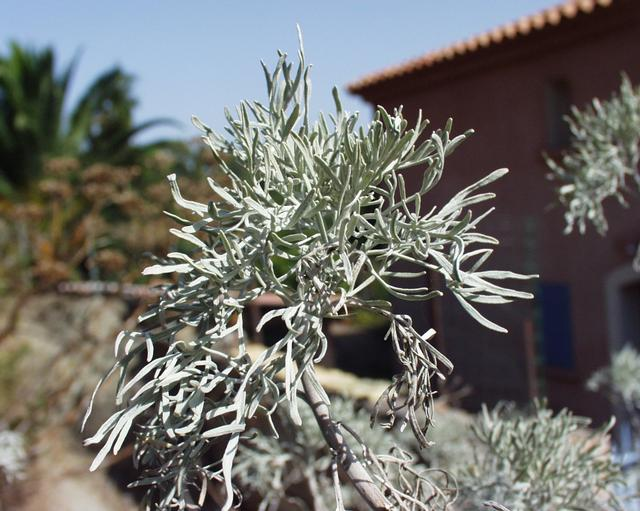
Artemisia arborescens, feuille.

### Feuillage
Ses feuilles, longues de 10 cm[réf. nécessaire], sont plumeuses et blanc argenté, pennatiséquées, à lobes linéaires. Elles dégagent une odeur aromatique.

### Floraison
Petits capitules jaunes réunis en panicules de 30 cm de long, d'abord pendantes puis érigées.

### Taille
1 m de haut pour 1,50 m de diamètre[réf. nécessaire]. Il est préférable de la palisser contre un mur chaud, surtout en climat froid.

## Variété
Principale variété : Artemisia arborescens 'Brass Band' ou Artemisia arborescens 'Powis Castle'

## Usages
C'est l'armoise la plus commune au Maghreb, dont le nom arabe est chiba. C'est elle qu'on utilise en mélange avec la menthe dans le thé à la menthe, et que l'on trouve partout en vente en France sur les marchés arabes. Les feuilles de cette absinthe sont ajoutées au thé à la menthe classique (en petite quantité, le goût étant très fort) soit pour leur goût particulier et très apprécié, soit pour pallier la rareté de la menthe en hiver, soit tout simplement pour réchauffer le corps.
Ne pas confondre avec chibe (Artemisia herba-alba).